# Kirche St. Wolfgang (Hünenberg)

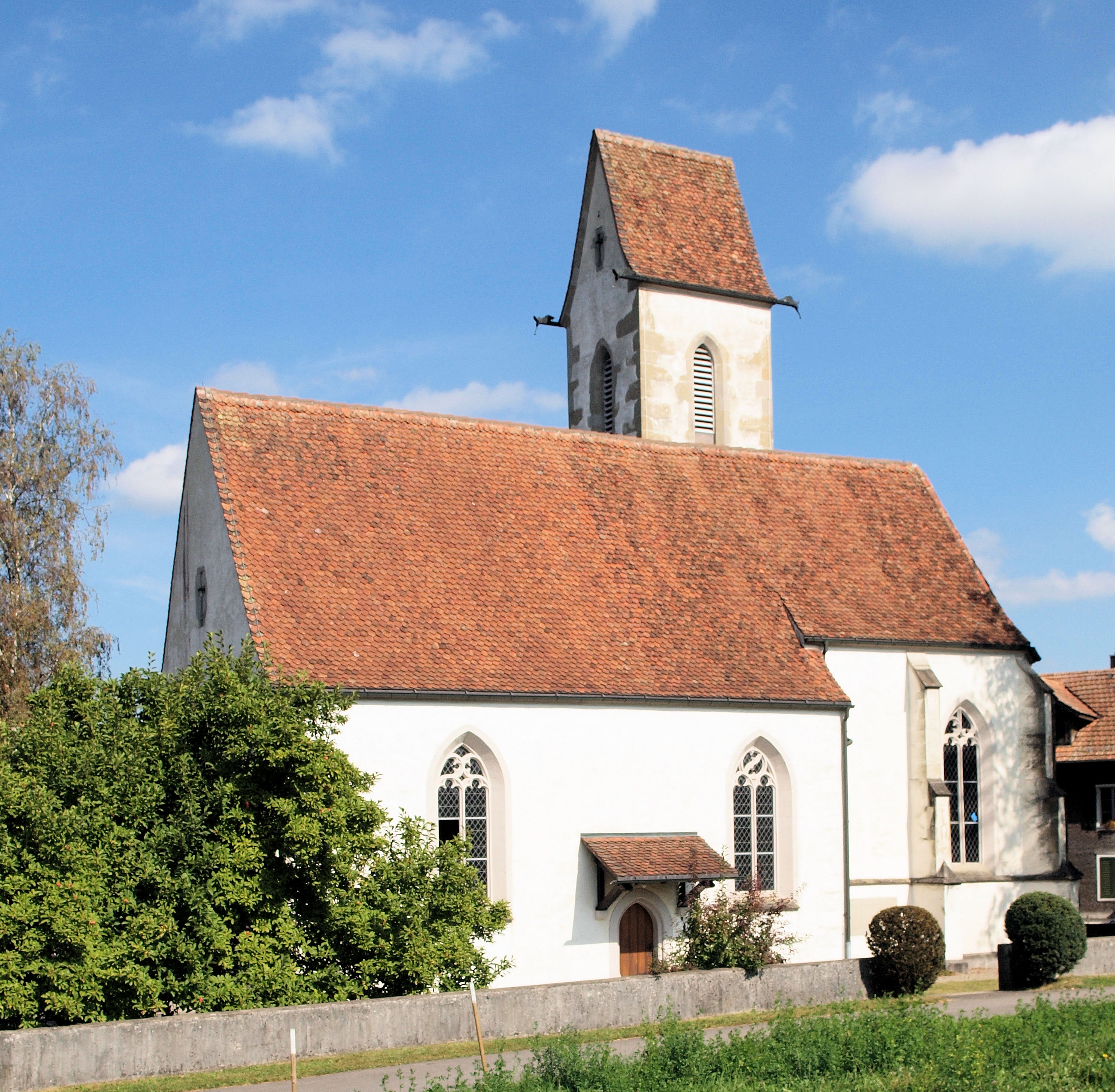
Die Kirche St. Wolfgang von Südwesten

Die Kirche St. Wolfgang ist eine spätgotische Kirche im Kanton Zug und eine der Pfarrkirchen der römisch-katholischen Kirchgemeinde Heilig Geist in Hünenberg. Sie ist durch ihre Lage am steil zur Reuss hin abfallenden Hang ein weithin sichtbares Wahrzeichen und zugleich Namensgeber der Siedlung St. Wolfgang, ihrer Heimatgemeinde. Der Kern der Siedlung St. Wolfgang war aber bis 1934 eine Enklave der Gemeinde Zug; zu der Enklave gehörten die Kirche und vier Häuser. Die Kirche war bis ins 19. Jahrhundert hinein ein lokaler Wallfahrtsort. Sie steht seit der Renovierung 1946–1949 unter eidgenössischem Denkmalschutz.

## Geschichte
Der Kirchensatz von Cham gehörte beim Bau der Kirche dem Grossmünster in Zürich. Der Chorherrenstift hatte den Chamer Kirchensatz 1271 vom Zürcher Fraumünster übertragen erhalten. Anfänglich handelte es sich bei der Kirche St. Wolfgang um eine Filialkirche der Pfarrkirche St. Jakob in Cham. Der Grundstein wurde am Laurentiustag (10. August) 1473 gelegt. Die Weihe der Kirche fand am 18. November 1475 durch Daniel Zehnder, Weihbischof von Konstanz statt. Der Weihbischof legte das Kirchweihfest auf den zweiten Sonntag nach Ostern fest. In der ältesten Urkunde von 1475 ist auch erwähnt, dass sie auf einer Waldlichtung in nemoribus (lateinisch für «in den Wäldern») erbaut wurde. Zum Bau der Kirche existieren vier Gründungslegenden, wobei eine Vorgängerkapelle nicht ausgeschlossen werden kann. Am wahrscheinlichsten ist die Legende mit dem Wolfgangsbild, das an einer Tanne angeschlagen war und zu einem Wallfahrtsziel wurde. Der Baumeister der Kirche von 1475 war Hans Felder, der damalige Werkmeister in Luzern; es ist zugleich sein frühestes bekanntes Werk. Obwohl der Kirchensatz noch nach Zürich gehörte, trat als Bauherrin die Stadt Zug auf.
Der Zürcher Chorherrenstift verkaufte 1477 den Kirchensatz an die Stadt Zug, wozu auch das Besetzungsrecht (das Recht zur Bestimmung des Geistlichen) gehörte. Im selben Jahr wurde auch eine silberne Monstranz angeschafft. 1486 wurde ein Chorgestühl eingebaut, das aus der Werkstatt von Meister Ulrich Rosenstain stammt. Es ist allerdings unklar, ob es der Meister selber erbaut hat oder ob es von einem Mitmeister erstellt worden ist. Auch das Sakramentshäuschen stammt mit grösster Wahrscheinlichkeit aus der gleichen Werkstatt, da es stilistisch dem gleichen Meister zugeordnet wird. Zu den ursprünglich drei Altären wurde 1496 ein Seelaltar unter den Chorbogen gestellt. Der Hochaltar wurde im Jahr 1519 ersetzt. Dieser war als Flügelaltar ausgebildet, wurde 1818 ebenfalls ersetzt und befindet sich heute im Museum Burg in Zug, wobei der Schrein schon 1820 seiner Figuren beraubt wurde und heute nur noch das Flügelaufbau gezeigt wird. Der Hochaltar von 1820, hierbei handelte es sich um den 1818 abgebrochenen Hochaltar der Zuger Liebfrauenkirche, wurde 1867/68 aus der Kirche entfernt. Die Seitenaltäre ersetzte man 1867 durch neugotische, entfernte sie aber wiederum 1946/48 aus der Kirche. An die Stelle der Seitenaltäre sind die beiden Statuen auf Konsolen aufgestellt worden.
In den ersten Jahrzehnten des 16. Jahrhunderts war die Kirche ein beliebter Treffpunkt für konspirierende Reisläufer.
Die Kanzel wurde 1595 und 1636 ersetzt. Bei der Kanzel von 1636 handelt es sich um die letzte, die Caspar Schell angefertigt hat. Diese Kanzel wurde 1867/68 entfernt. Im Jahr 1691 wurde ein neuer Seitenaltar aufgestellt. Die Nothelfertafel von Caspar Wolfgang wurde 1703 aufgehängt. Im Jahr 1652 wurde wiederum eine neue, von Martin Utinger hergestellte Turmuhr eingebaut. Im Jahr 1738 ersetzte man die Turmuhr durch ein Werk von Johann Michael Landwing. Diese Turmuhr, die mit JML 1738 mit Zugerschild signiert ist, befindet sich noch heute im Turm der Kirche. Sie wurde allerdings nachträglich elektrifiziert und automatisiert.
Anstelle des gotischen Flügelaltars von 1519 wurde 1820 der 1699 erstellte und 1818 abgebrochene Hochaltar der Zuger Liebfrauenkapelle ersetzt.
Die Turmuhr versetzte man 1843 von der Ost- an die Nordseite des Turmes. Das Sakramentshäuschen wurde 1849 widerrechtlich in die Zuger Oswaldkirche versetzt. Die Wolfgangkirche wurde zwischen 1867 und 1869 unsachgemäss restauriert. Dabei entfernten die Restauratoren unter der Leitung von Keller aus Luzern die geschnitzte Holzdecke und das Masswerk. An Stelle der Holzdecke setzten sie eine mit Gips strukturierte gewölbeartige Decke ein. Auch wurde der von einem Pultdach geschützte Kavarienberg mit Sonnenuhr entfernt, der aussen an der Südwand beim ersten fensterlosen Chorjoch aufgemalt war.
1905 wurde eine Aussen- und Innenrenovation vorgenommen. Dabei ersetzte man unter der Leitung von Dagobert Keiser aus Zug die Decke im Schiff wieder durch eine Flachdecke. Die Gottfried-Keller-Stiftung kaufte 1904 das Chorgestühl und überführte es ins Schweizerische Landesmuseum in Zürich. 1909 wurde ein Freskenzyklus freigelegt, den man aber zunächst wieder zudeckte. Erst bei der Renovation von 1946 bis 1948 legte man ihn endgültig frei. Ausserdem beseitigte man die 1905 erbaute Vorhalle und ersetzte sie gegen ein schlichtes Vordach, wie es schon davor vorhanden gewesen war. Auch die 1867 angebaute Sakristei wurde damals abgebrochen. Die Decke von 1905 ersetzte man durch eine Nachbildung der spätgotischen Decke, als Vorlage dafür diente die Decke der Kirche Mettmenstetten (1521 von Meister Jakob Winkler geschaffen). Bei der gleichen Kirche schaute man sich das wieder eingefügte Masswerk der Fenster ab. Das Sakramentshäuschen wurde ebenfalls wieder zurückgebracht und eine Kopie der im Landesmuseum ausgestellten Chorgestühls eingebaut. Es wurde auch eine Empore eingebaut, die heutige Orgel folgte aber erst 1971 und stammt von Armagni & Mingot. 1983 wurde der Boden erneuert und ein Tonplattenboden eingebaut. Die Bestuhlung besteht seitdem aus Einzelstühlen. Die 1946 sichtbar gemachten Eckquader wurden anlässlich der Aussenrenovation 1988 überschlämmt. Das frühbarocke Chorbogenkreuz wurde 1992 gekauft. Seine Herkunft ist unbelegt. Es soll aber laut Vorbesitzer aus einer Bündner oder Tiroler Kirche stammen. Stilistisch kann es ins 17. Jahrhundert eingeordnet werden.

## Gebäude

Längsschnitt und Grundriss durch die Kirche. Rot dargestellt die 1948 entfernte Sakristei, blau die 1948 verschlossenen Türen und Fenster.

Die Kirche besitzt ein einschiffiges Langhaus, das beidseitig je zwei Spitzbogenfenster aufweist und dazwischen befindet sich je ein Seitenportal. An der westlichen Stirnseite befindet sich das Hauptportal und darüber ein Fenster. Heute hat dieses Fenster die Form eines Kreuzes. Früher war es ein Rundfenster. Der leicht eingezogene Chor ist zwei Joche tief und besitzt einen Dreiachtel-Abschluss mit Strebepfeilern. Nördlich des Chors, in die Ecke zum Langhaus gebaut, befindet sich der quadratische Kirchturm. Unten im Turm ist die Turmsakristei eingebaut. Die Wendeltreppe ist grösstenteils in die Turmecke bzw. Trennwand Chor/Schiff eingebaut und springt in einem Viertelkreis in den Chor vor. Östlich des Turms und nördlich des Chors war 1867 eine zweigeschossige Sakristei angefügt worden, die über einen ungleichmässigen Grundriss verfügte. Diese Sakristei hatte einen Vorgängerbau, der aber nachträglich in den ersten Jahrzehnten nach dem Bau angefügt wurde. Der Chor ist um eine Stufe zum Schiff hin erhöht. Der Chor und das Schiff sind mit einem Satteldach mit gleichbleibender Firsthöhe gedeckt. Der Kirchturm besitzt als Abschluss ein leicht geschweiftes Satteldach, mit gleicher Ausrichtung wie das Kirchendach.

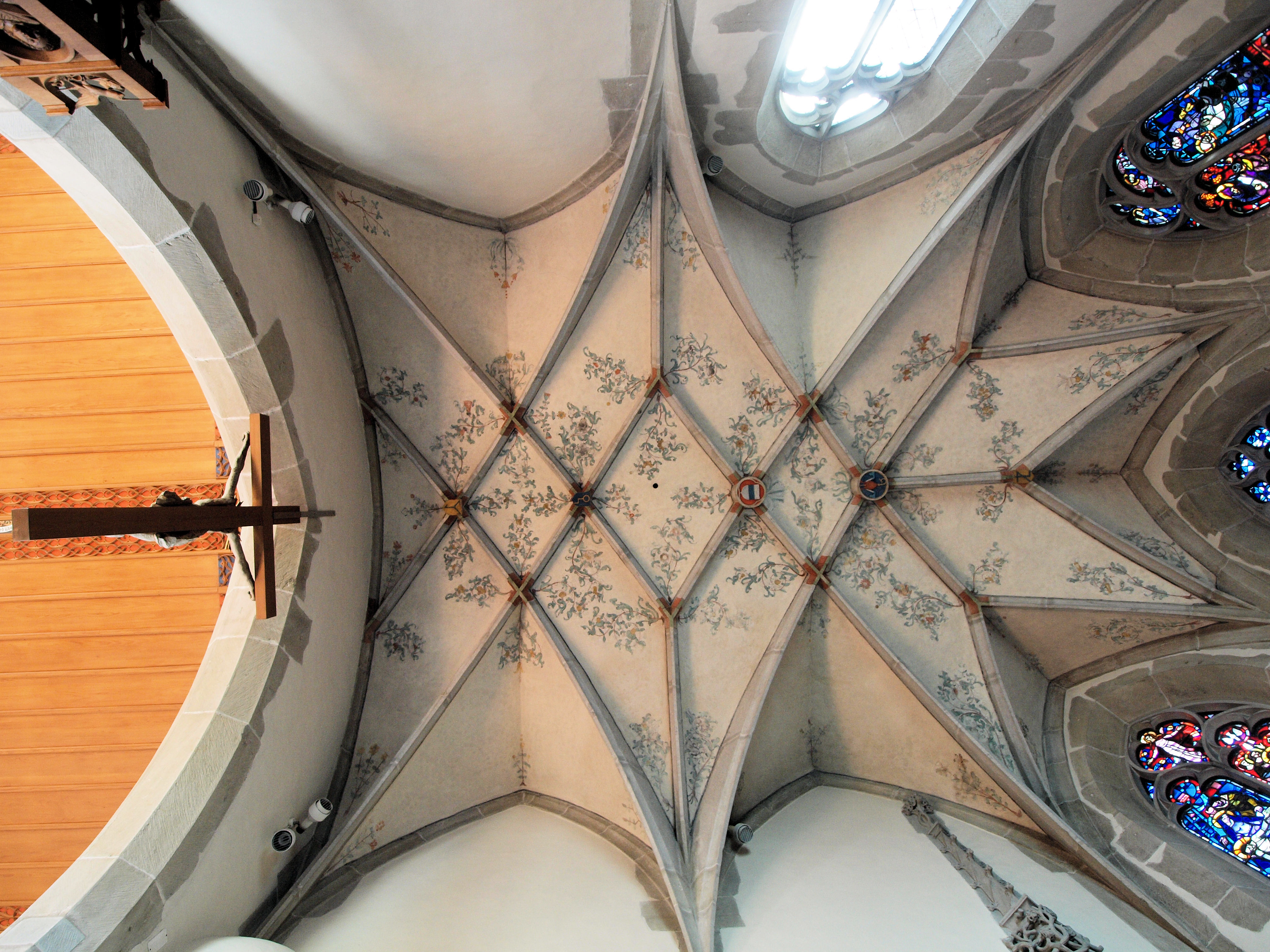
Die Chordecke
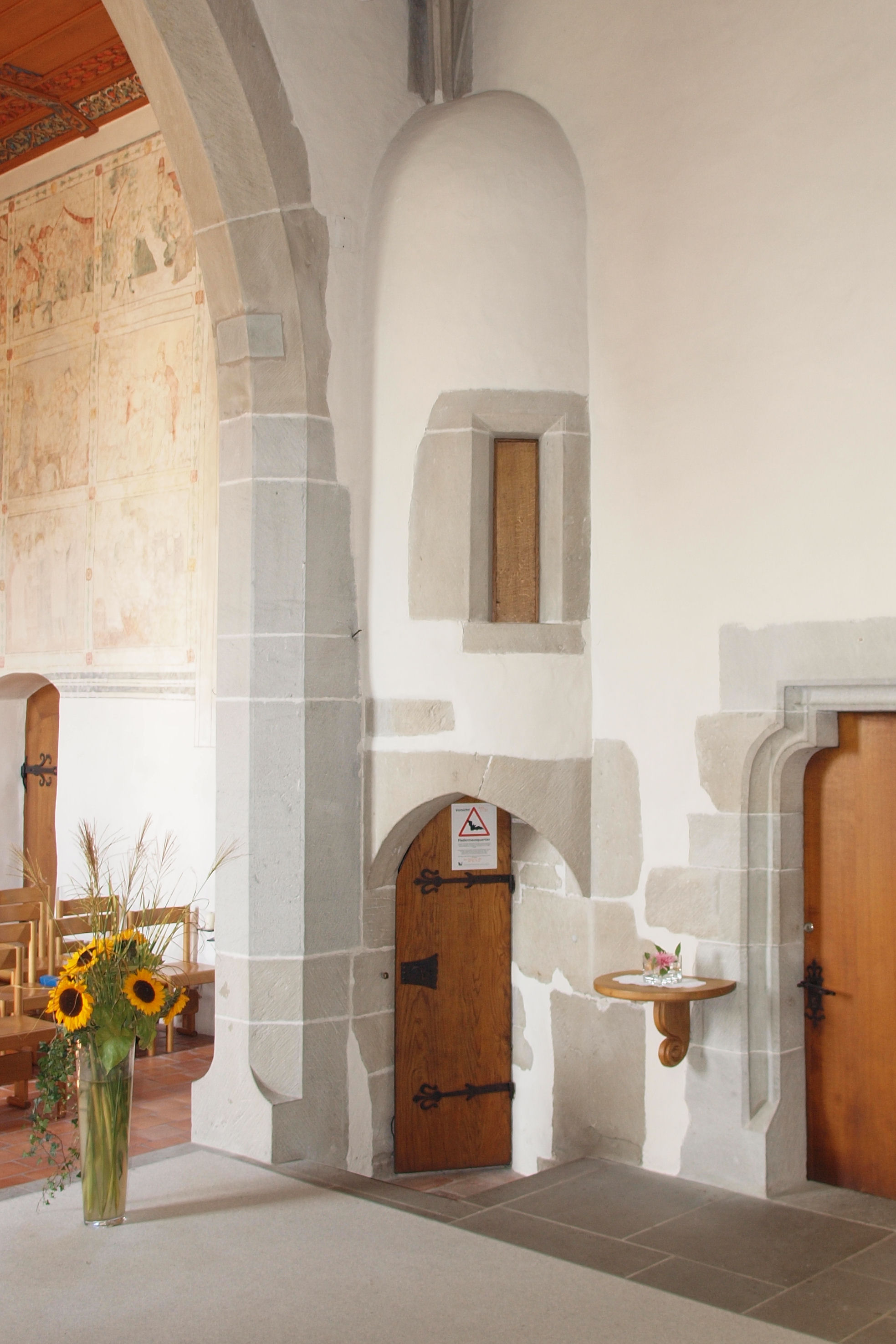
Die Turmtreppe in der Nordwest-Ecke des Chors
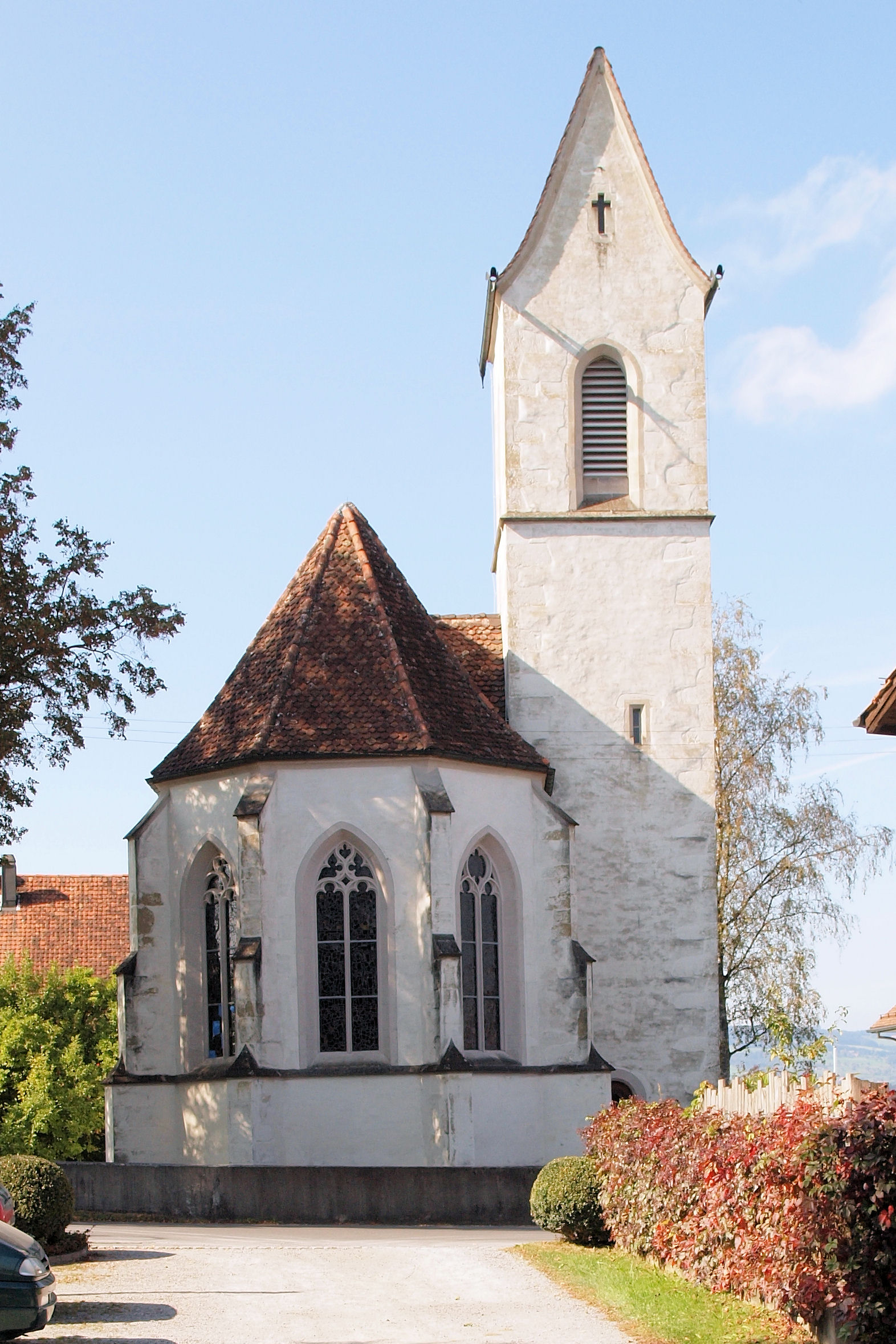
Ansicht der Kirche St. Wolfgang von Osten
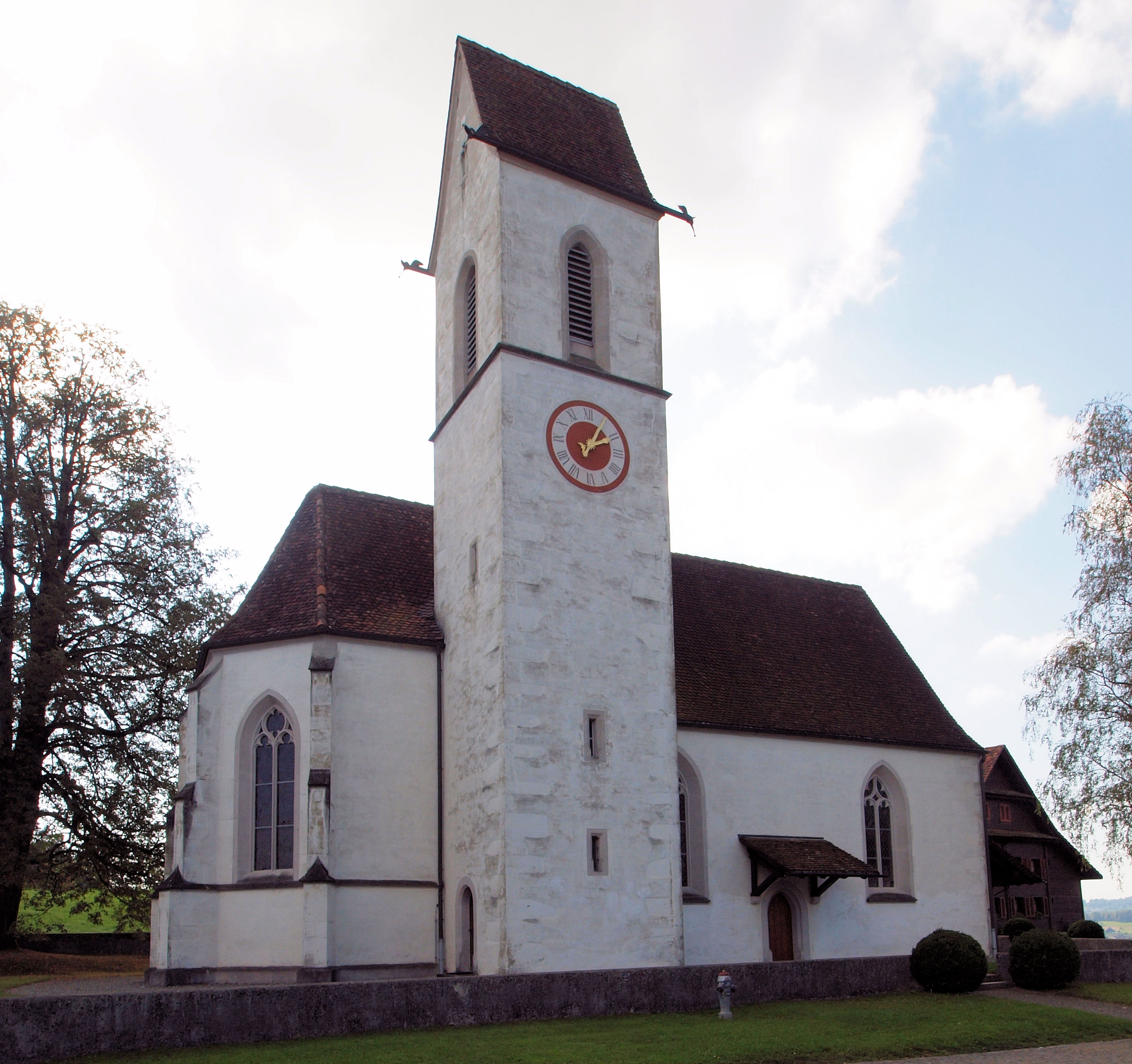
Ansicht der Kirche von Nordosten

## Innenausstattung

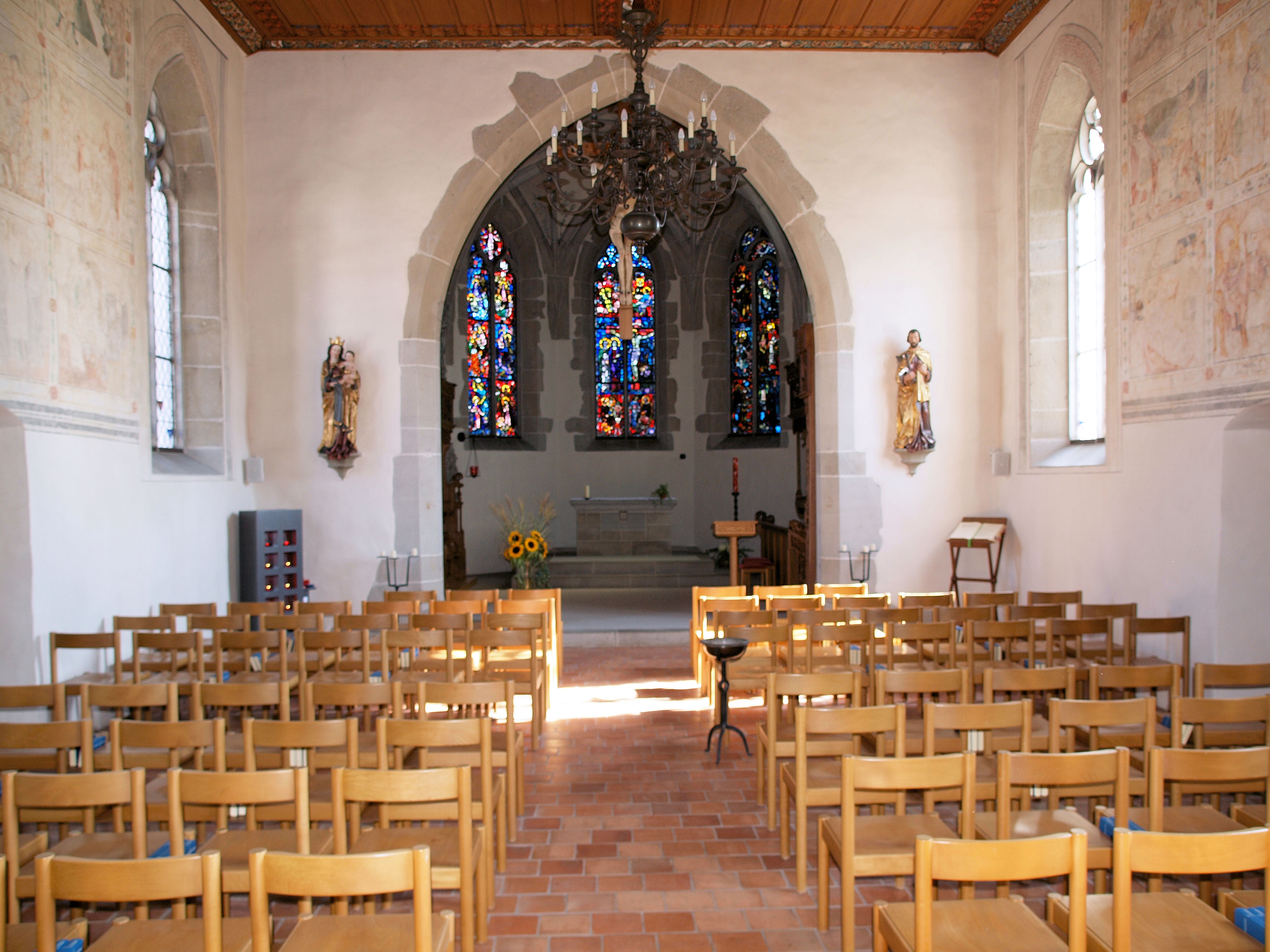
Der Innenraum, Blick vom Eingang in Richtung Chor

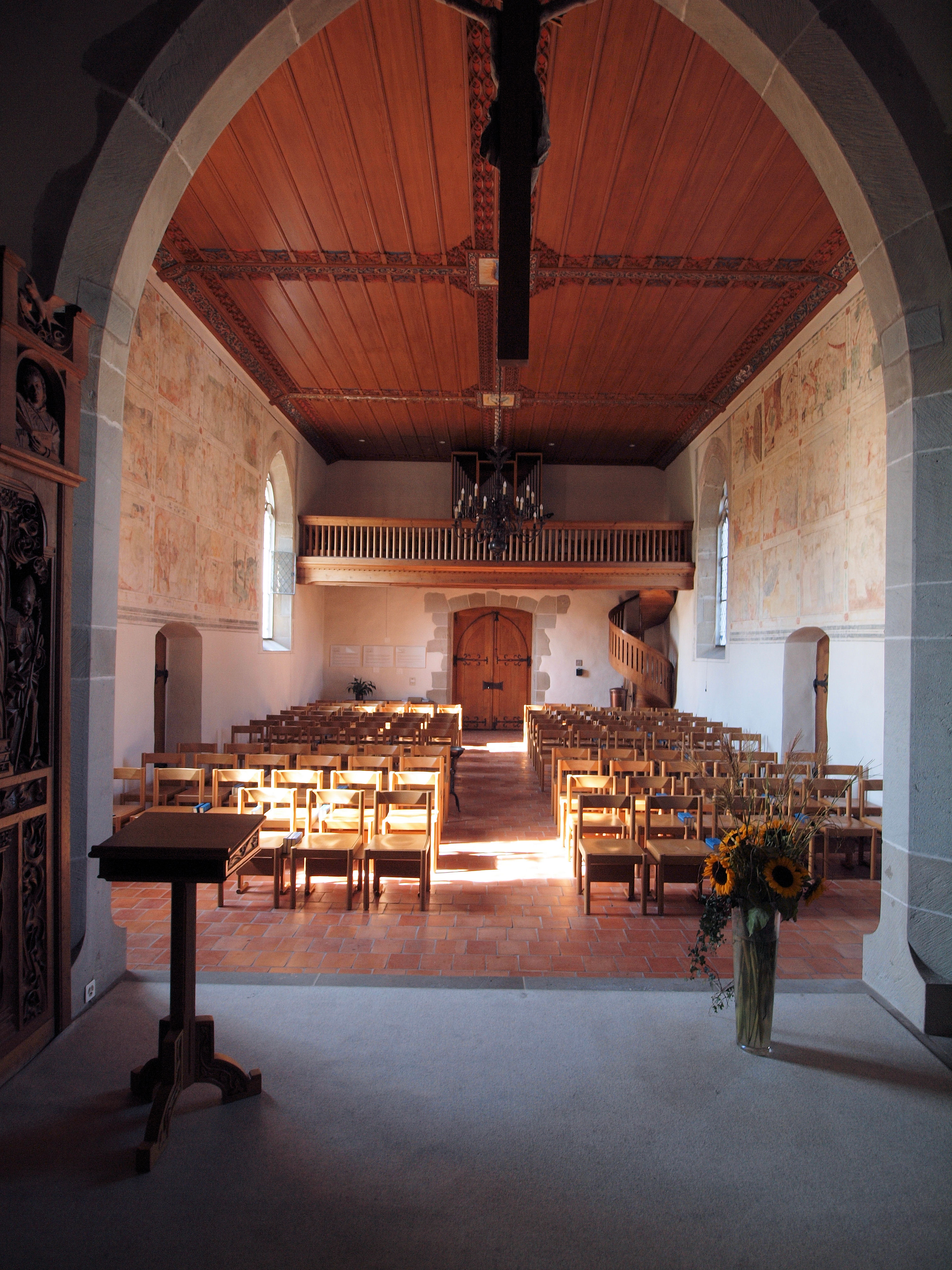
Der Innenraum, Blick vom Chor in Richtung Eingang

Die Flachdecke des Schiffs liegt tiefer als die Decke des Chors. Die Chordecke ist als symmetrisches, in der Längsachse liegendes Netzgewölbe ausgeführt. Die von den mittleren Rippen gebildeten Schnittpunkte werden von zwei runden Schlusssteinen und drei Schildchen flankiert. Das Schildchen auf dem Chorabschluss trägt das Meisterzeichen von Hans Felder. Dann folgen zwei weitere Schlusssteine. Der eine zeigt einen Bischofsstab und Mitra auf der andere das Zugerwappen. Die beiden folgenden Schildchen tragen wieder je ein Meisterzeichen, die aber nicht zugeordnet werden können. Es wird vermutet, dass es sich um die Zeichen des Steinmetz- und Zimmerwerksmeister handelt.
Der Innenraum besitzt nur einen um zwei Stufen erhöhten einfachen Steinaltar ohne Aufbau im Chor. Zwei Statuen schmücken das Schiff an der Chorwand. An der nördlichen Chorbogenwand befindet sich eine Kopie der Madonna aus Hünenberg, entstanden um 1460. Das Original ist im Landesmuseum in Zürich aufgestellt. Die Statue in der Kirche ist im Gegensatz zum Original spätgotisch bemalt. Gleichartig bemalt wie die Statue der Madonna ist die Statue des Heiligen Wolfgang, die sich an der südlichen Chorwand befindet. Die Statue ist mit Beil, aber ohne Bischofshut und Stab dargestellt. Im Chorbogen ist das Chorbogenkreuz aus dem 17. Jahrhundert angebracht. Im Chor ist eine 1948 gefertigte, originalgetreue Kopie des Chorgestühls von 1486 eingebaut worden. Die südliche Reihe umfasst sechs Plätze sowie eine Seitenwange mit einer Figur des Kirchenpatrons. Die nördliche umfasst drei Plätze. Hinter der nördlichen Chorstuhlreihe beim früheren Eingang der Sakristei befindet sich nun wieder das Sakramentshäuschen. Es ist aus Sandstein gearbeitet und seitlich der Nische befinden sich die Statuen der Mutter Gottes und des Heiligen Wolfgangs.
Die mit roten und blauen Farben dominierten Glasfenster im Chor sind von August Wanner 1949 gefertigt worden. Die Fenster ersetzen thematisch den ursprünglichen Flügelaltar. So zeigt das mittlere Fenster die Kreuzigung, sowie in zwei kleinen Feldern den verlorenen Sohn, Emmaus, Jesus mit den Kindern und Jesus bei Maria und Martha. Das südliche Fenster ist dem Kirchenpatron gewidmet, das nördliche dem Leben von Maria.

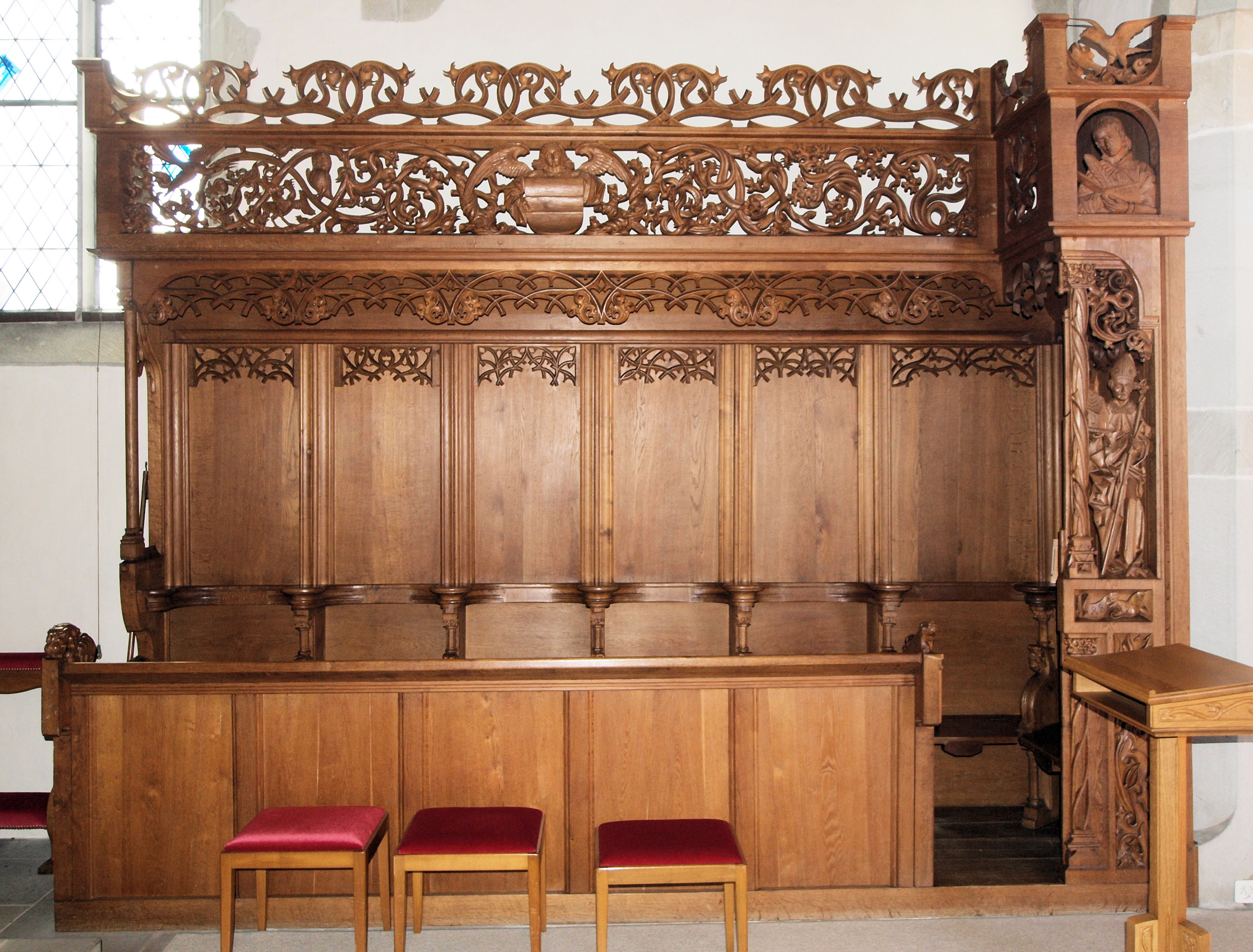
Südliche Reihe des Chorgestühle (Kopie)
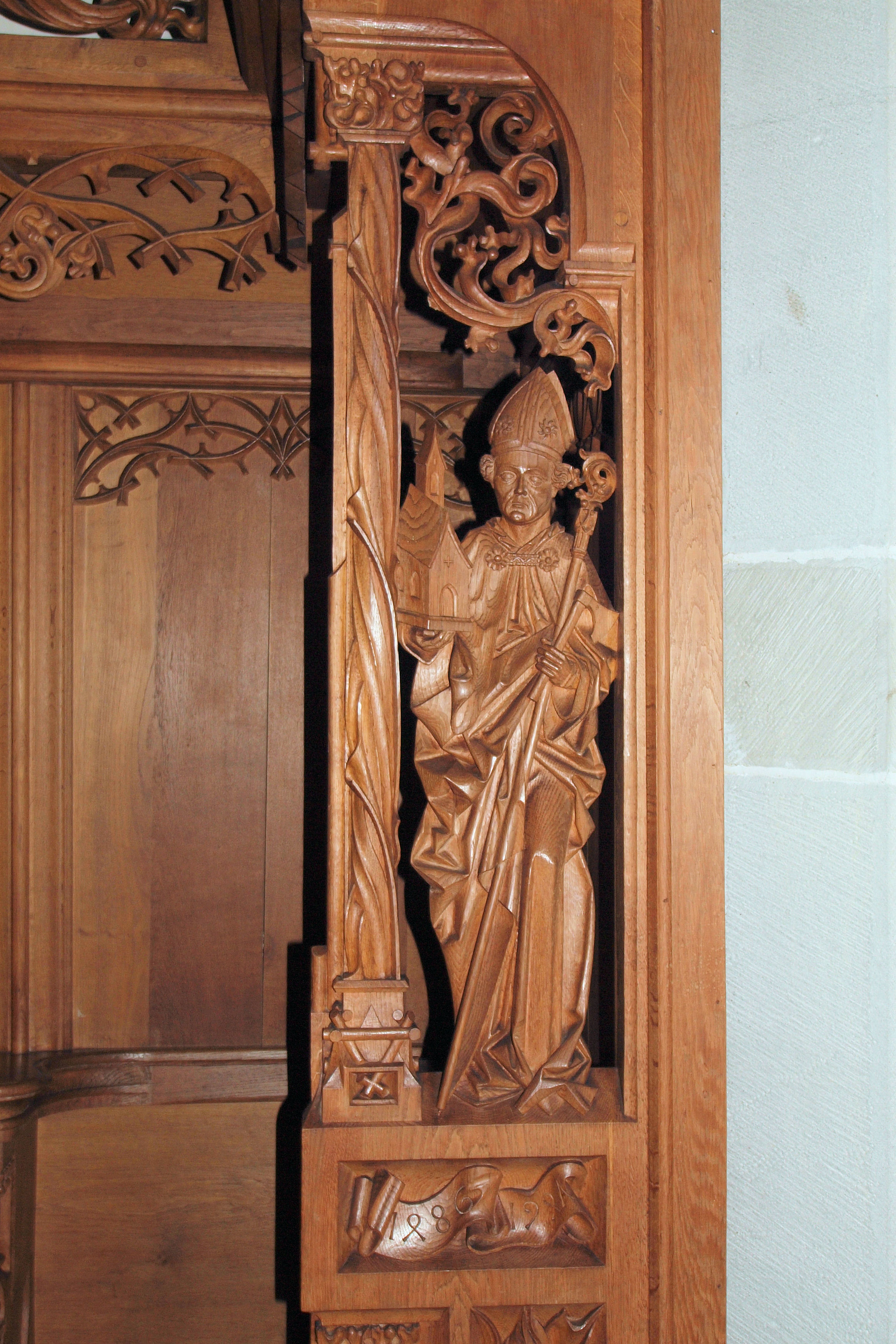
Die Statue im südlichen Chorgestühl (Kopie)
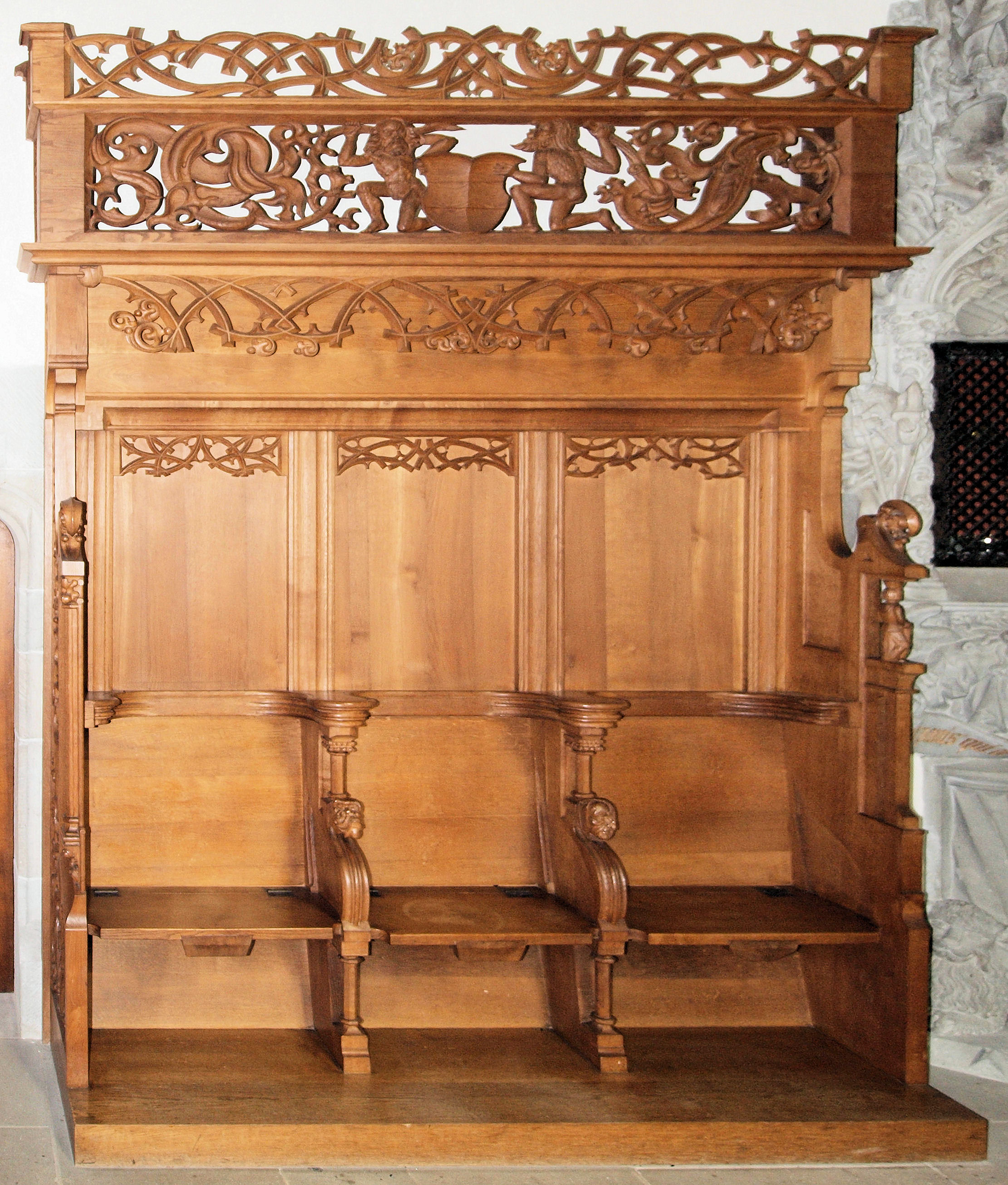
Die nördliche Reihe des Chorgestühl (Kopie)
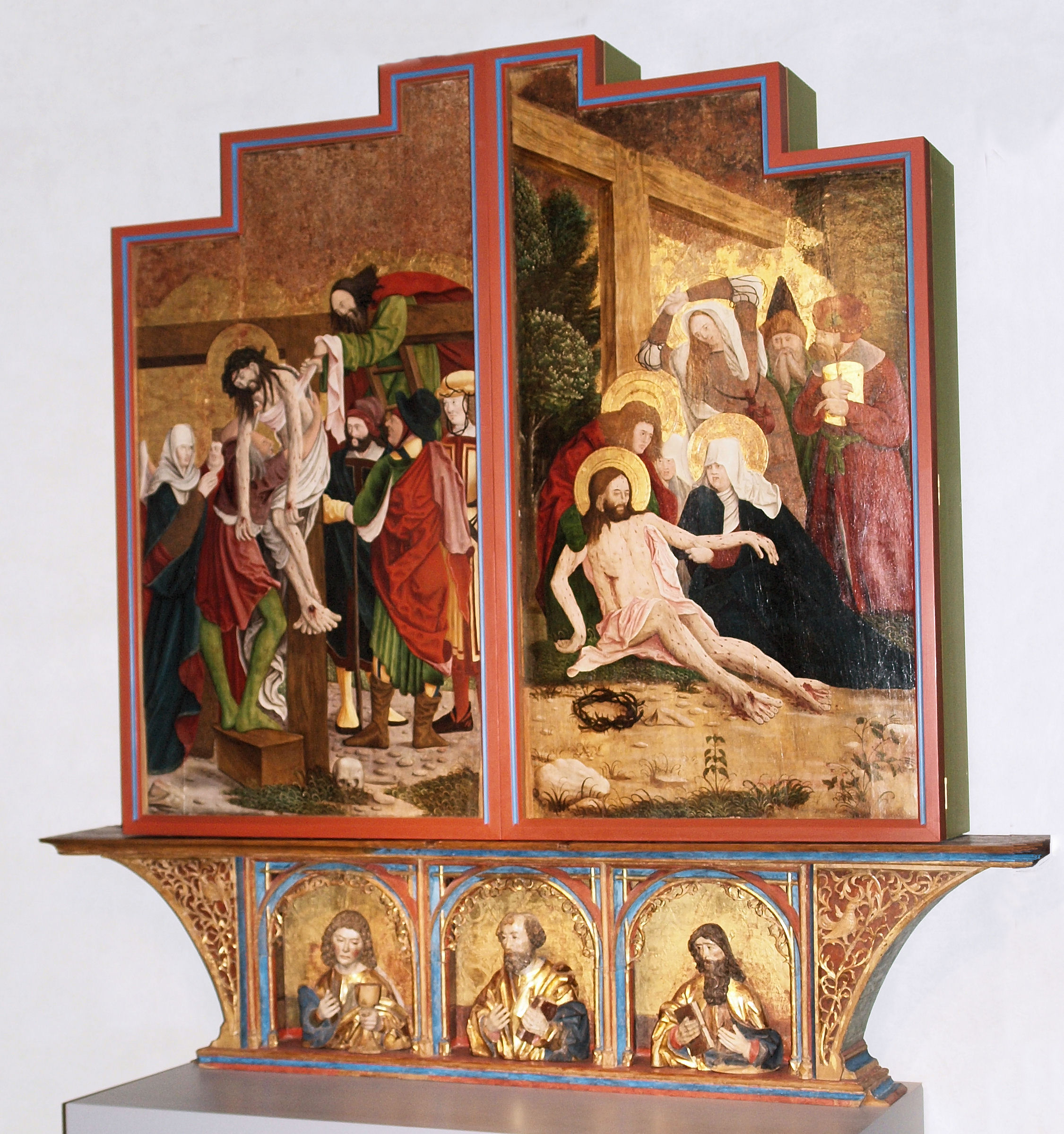
Der Hochaltaraufbau, des Altars der zwischen 1519 und 1818 sich in der Kirche befand (Standort: Museum Burg, Zug)
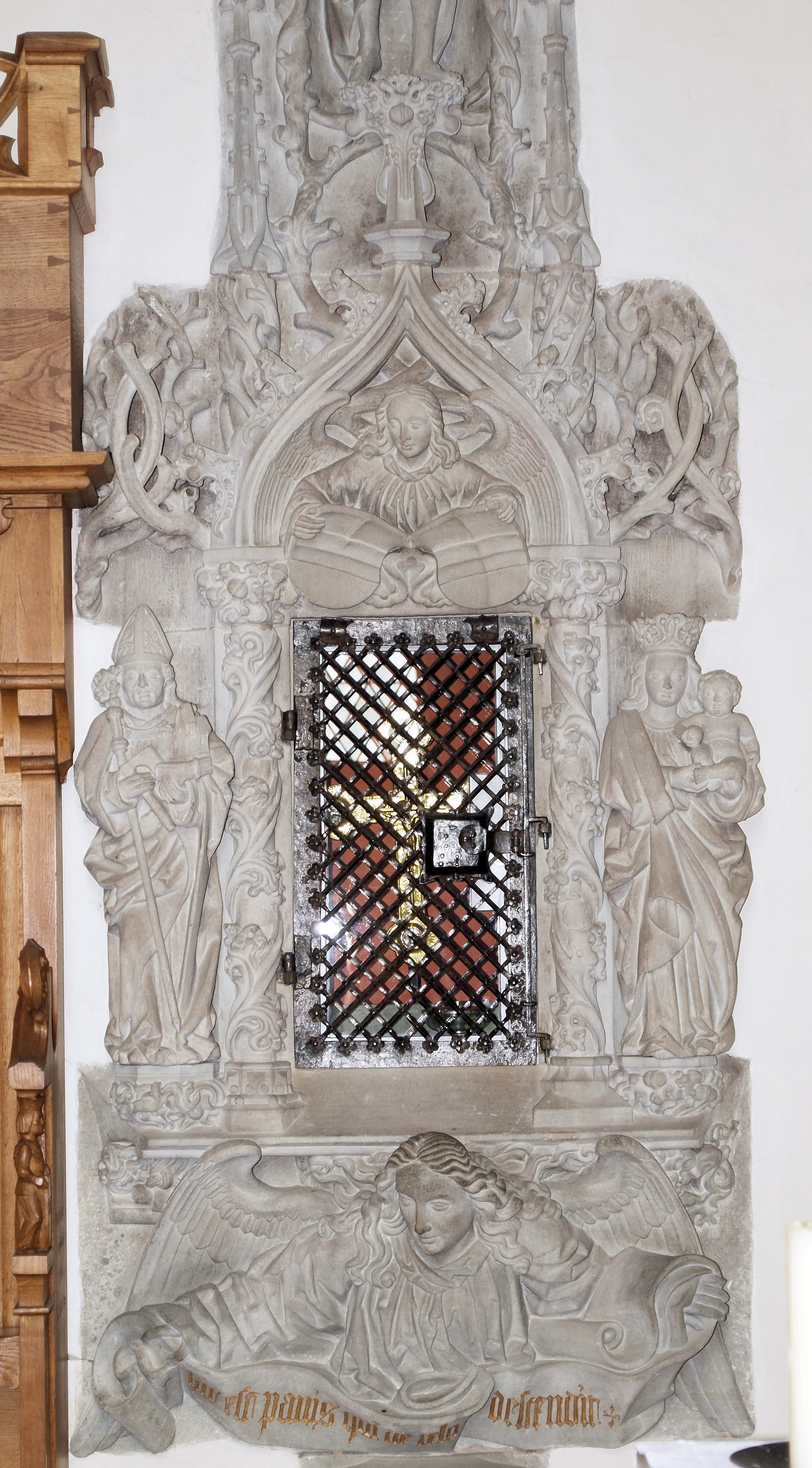
Das Sakramentshäuschen
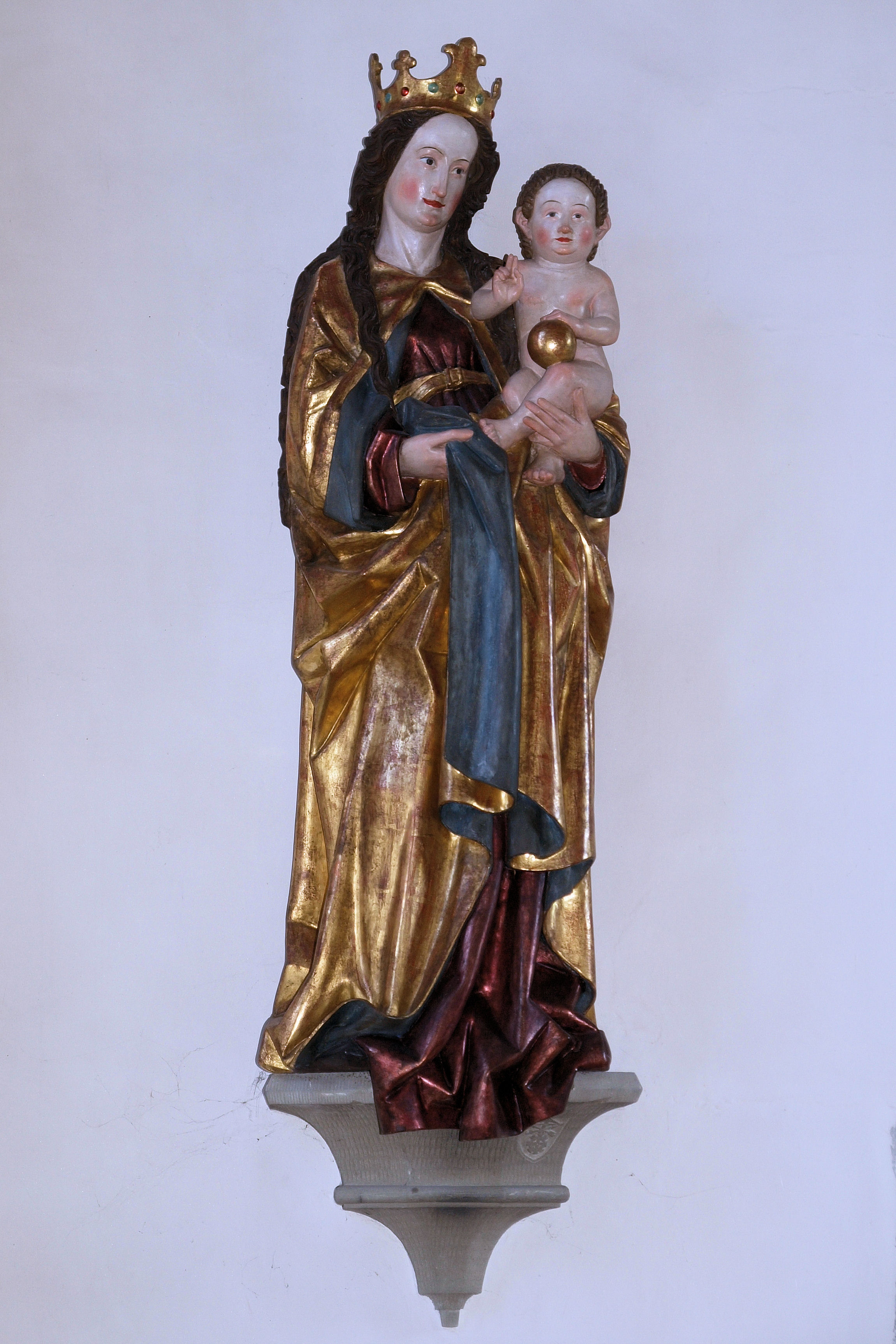
Die Madonna-Statue (Kopie)
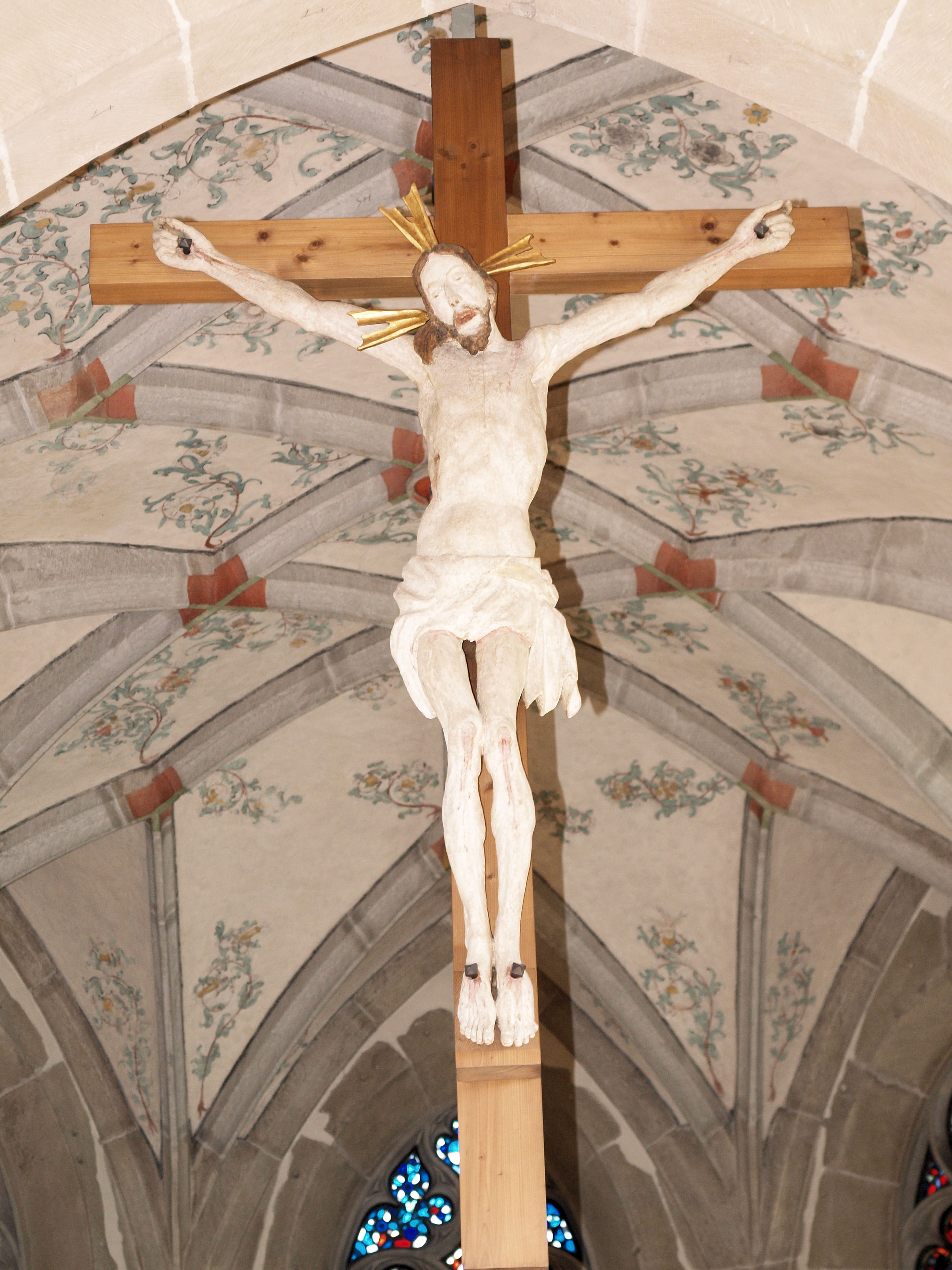
Das 1992 angeschaffte Chorbogenkreuz aus dem 17. Jahrhundert

### Chorgestühl
Siehe Artikel: Chorgestühl der Kirche St. Wolfgang
Das Chorgestühl ist das einzige in der Deutschschweiz, welches eine Bekrönung mit reichen, durchbrochenen Ornamenten besitzt. Das Original wurde 1486 angefertigt und befindet sich seit 1905 im Landesmuseum in Zürich. Dort ist es in der unteren Kapelle dauerhaft aufgestellt. In der Kirche befindet sich seit 1946 eine originalgetreue Kopie.

### Sakramentshäuschen
Siehe Artikel: Sakramentshäuschen (St. Wolfgang)
Das Sakramentshäuschen zählt zu den schönsten Werken spätgotischer Bildhauerei in der Schweiz. Es wurde Ende des 15. Jahrhunderts hergestellt und befand sich zwischen 1849 und 1946 in der Zuger St. Oswaldkirche.

### Freskenzyklus
Siehe Artikel: Freskenzyklus der Kirche St. Wolfgang
Der Freskenzyklus befindet sich an beiden Seiten des Langhauses, wo er mit je zwölf Feldern das Leben und Wirken des Heiligen Wolfgang erzählt. Der Zyklus entstand durch einen unbekannten Meister im zweiten Viertel des 17. Jahrhunderts. Er befindet sich in einem eher schlechten Zustand und hat viele Fehlstellen. Dies vor allem da in die Oberfläche Löcher geschlagen wurden damit der Verputz besser haftete, als man die Bilder überdeckte. Diese Hicklöcher haben einige wichtige Stellen des Zyklus beschädigt so, dass bei der Restaurierung 1946–48 viele Ergänzungen gemacht werden mussten. Er musste 2009 aufwendig restauriert werden, da bei der Restaurierung 1949 einige Fehler gemacht wurden. So hatte man die Hicklöcher mit einem zu groben Mörtel aufgefüllt und die Retuschen mit nicht reversiblen Farben vorgenommen. Auch wurde zum Abschluss mit einer Kaseinlasur überzogen. Diese bildete aber eine sehr grosse Oberflächenspannung und riss damit die Originalfarbe vom Untergrund ab. Auch wurden die Ergänzungen von 1949 klarer abgetrennt. Die Ergänzungen orientieren sich am Wolfgangzyklus von Düdingen.

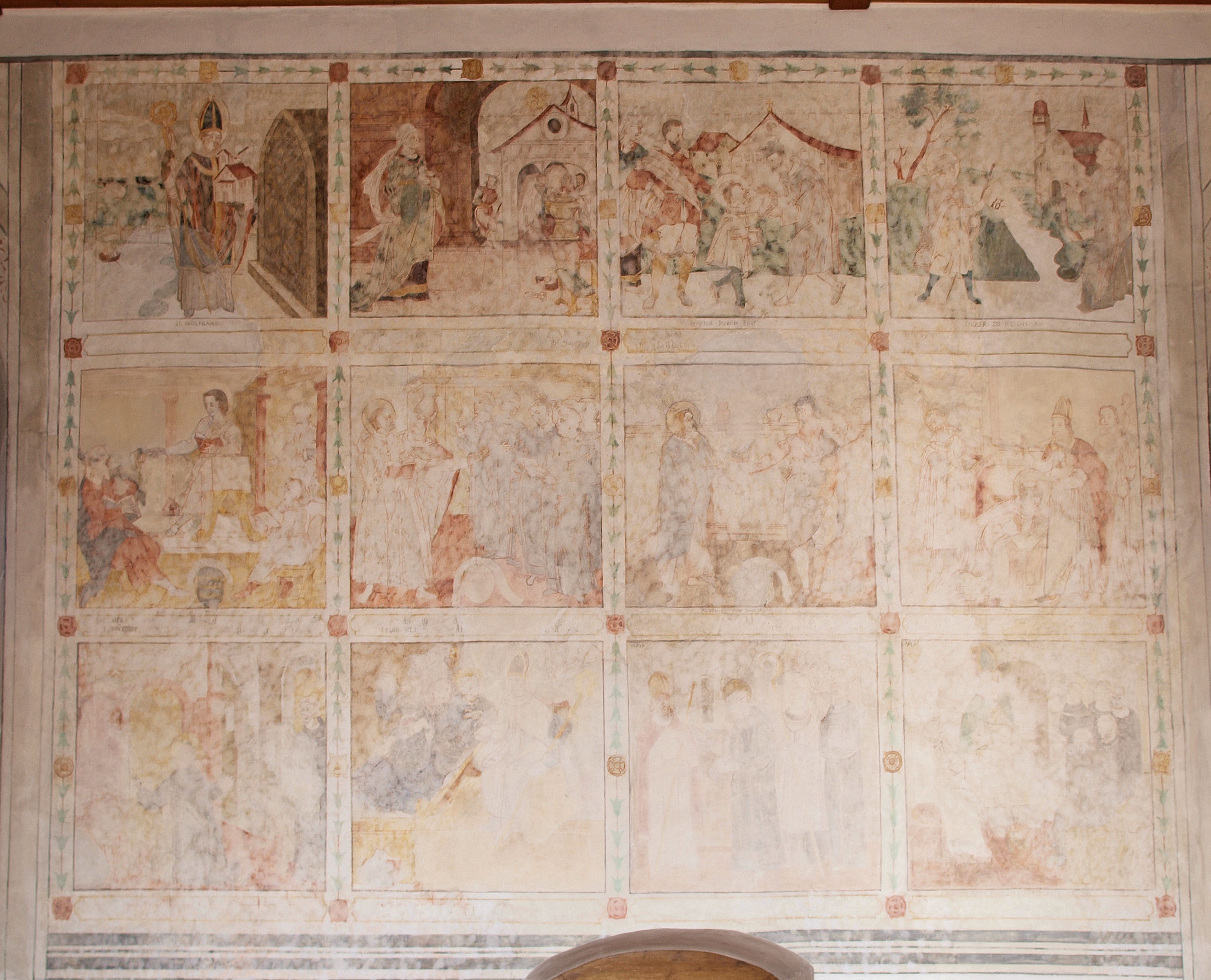
Der Freskenzyklus an der Nordwand
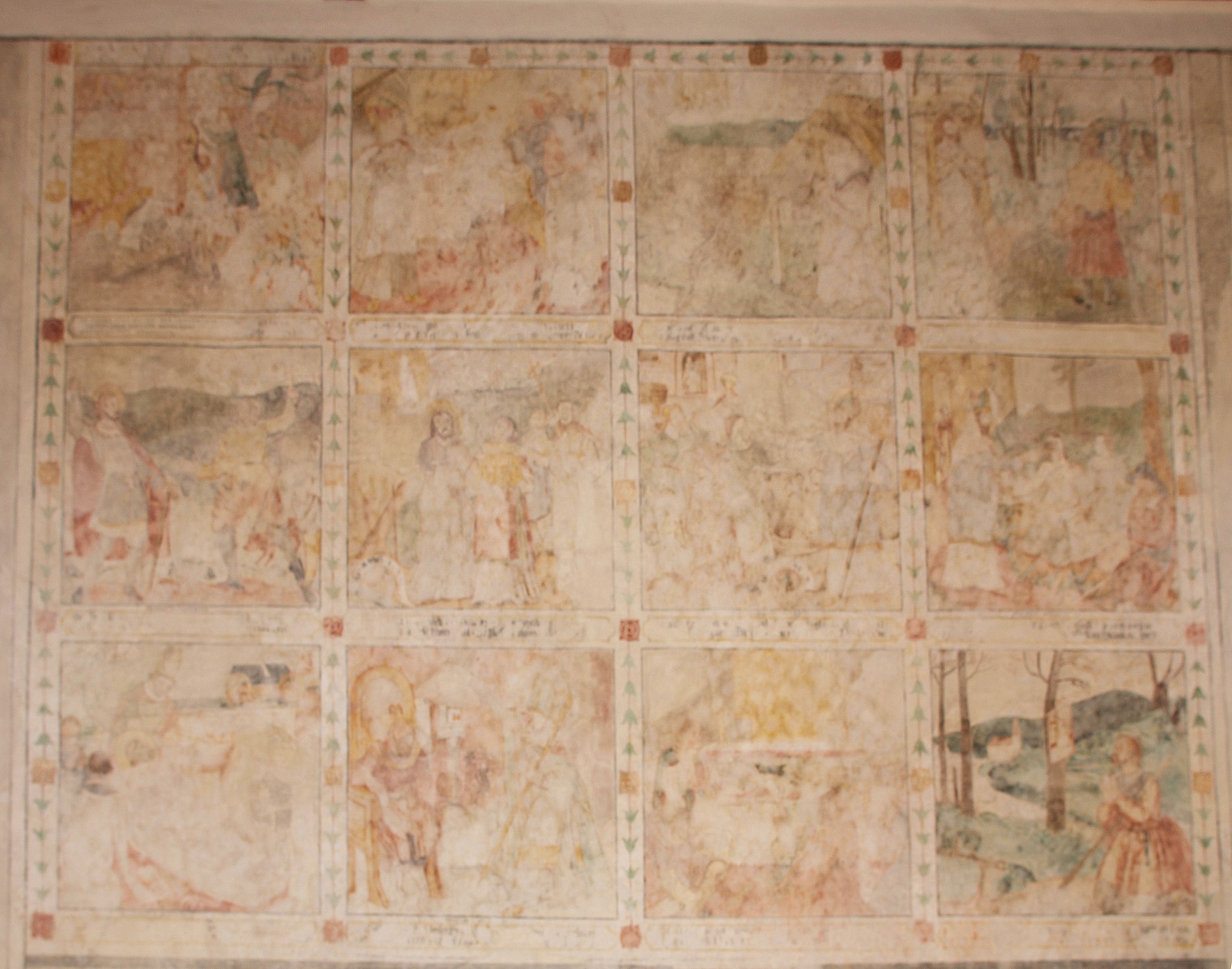
Der Freskenzyklus an der Südwand

## Glocken

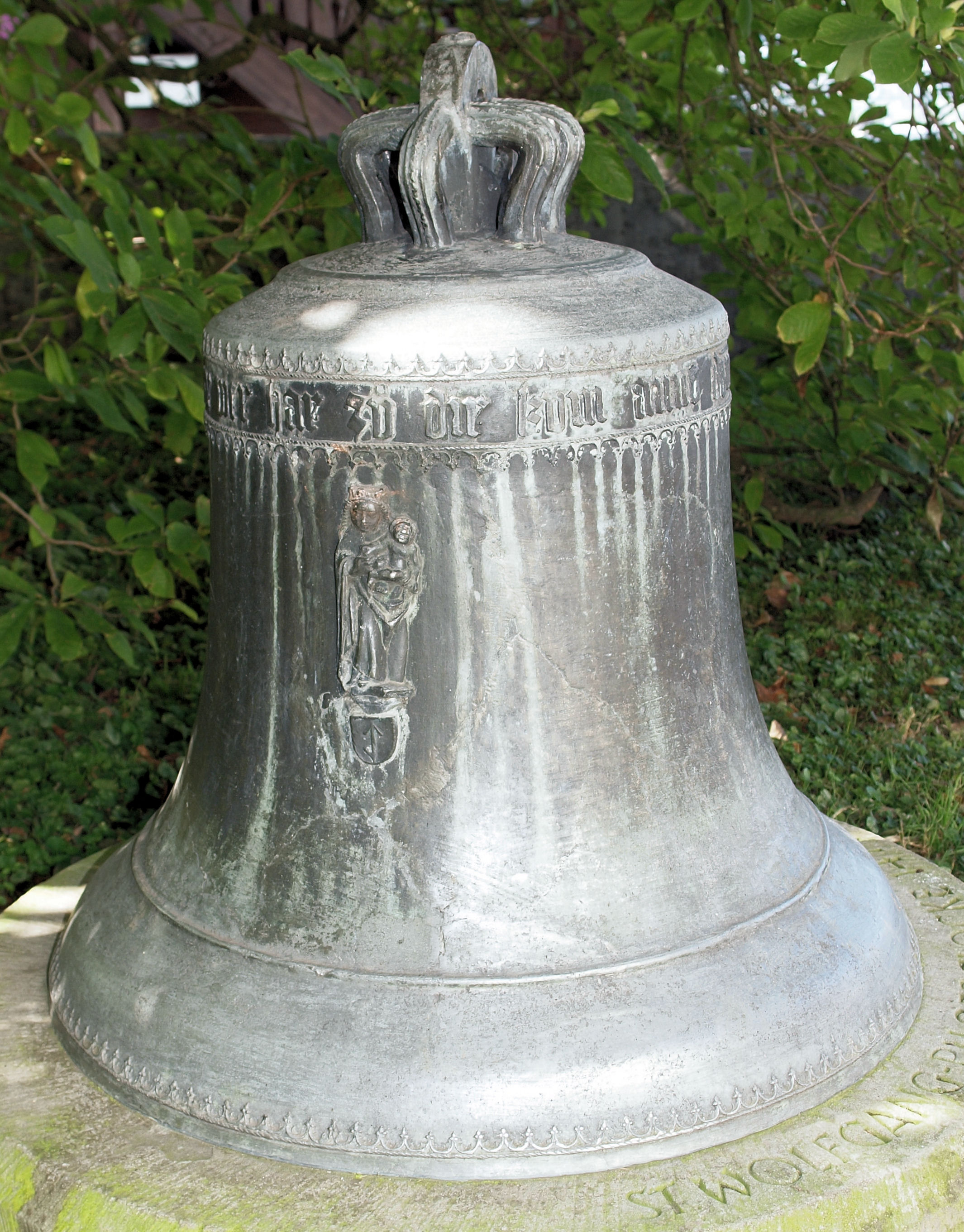
Die Wallfahrtsglocke von 1477 im Kirchhof

Die Kirche besitzt ein dreistimmiges Geläut. Die grosse Glocke stammt noch aus dem Jahre 1493, während die beiden kleineren 1949 von Rütschi in Aarau neu gegossen wurden. Die alte mittlere Glocke, die Wallfahrtsglocke aus dem Jahre 1477, ist heute im Kirchhof im Freien aufgestellt. Die kleinste Glocke von 1480 befindet sich heute im Museum Burg in Zug.
- Grosse Glocke: gotische Minuskelinschrift; „o • rex • glorie • xpe • veni • nobis • cvm • pace • anno dni • m • cccc • lxxxxii“ sowie Bilder des St. Wolfgang und Maria.[13]
- Mittlere Glocke (alte): gotische Minuskelinschrift; „herr sant wolfgang erhoer wer har zv dir kvm. anno dni m.cccc.lxxvv“ sowie Bilder des St. Wolfgang und Badona, Zugerschild und Giesserzeichen der Füssli.[13]
- Kleine Glocke (alte), Durchmesser 54 cm: gotische Minuskelinschrift; „ave maria. gracia plena. dominvs tecvm. m.cccc.lxxvv“ Zwei fast unkenntliche Bilder, St. Wolfgang mit Kirchenmodel und Beter vor Tanne.[14] Daneben finden sich auf der Glocke Pilgerzeichen, was äusserst selten ist. Diese Glocke wird auch der Giesserfamilie Füssli zugeschrieben.[13][15]